# Ctenochira flavicauda
Ctenochira flavicauda är en stekelart som först beskrevs av Per Abraham Roman 1912.  Ctenochira flavicauda ingår i släktet Ctenochira och familjen brokparasitsteklar. Arten är reproducerande i Sverige. Inga underarter finns listade i Catalogue of Life.